# إليانور كينغ
إليانور كينغ (بالإنجليزية: Eleanor King)‏ هي مصممة رقص أمريكية، ولدت في 8 فبراير 1906 في ميدلتاون في الولايات المتحدة، وتوفيت في 27 فبراير 1991 في هادونفيلد في الولايات المتحدة.